# Рахарни

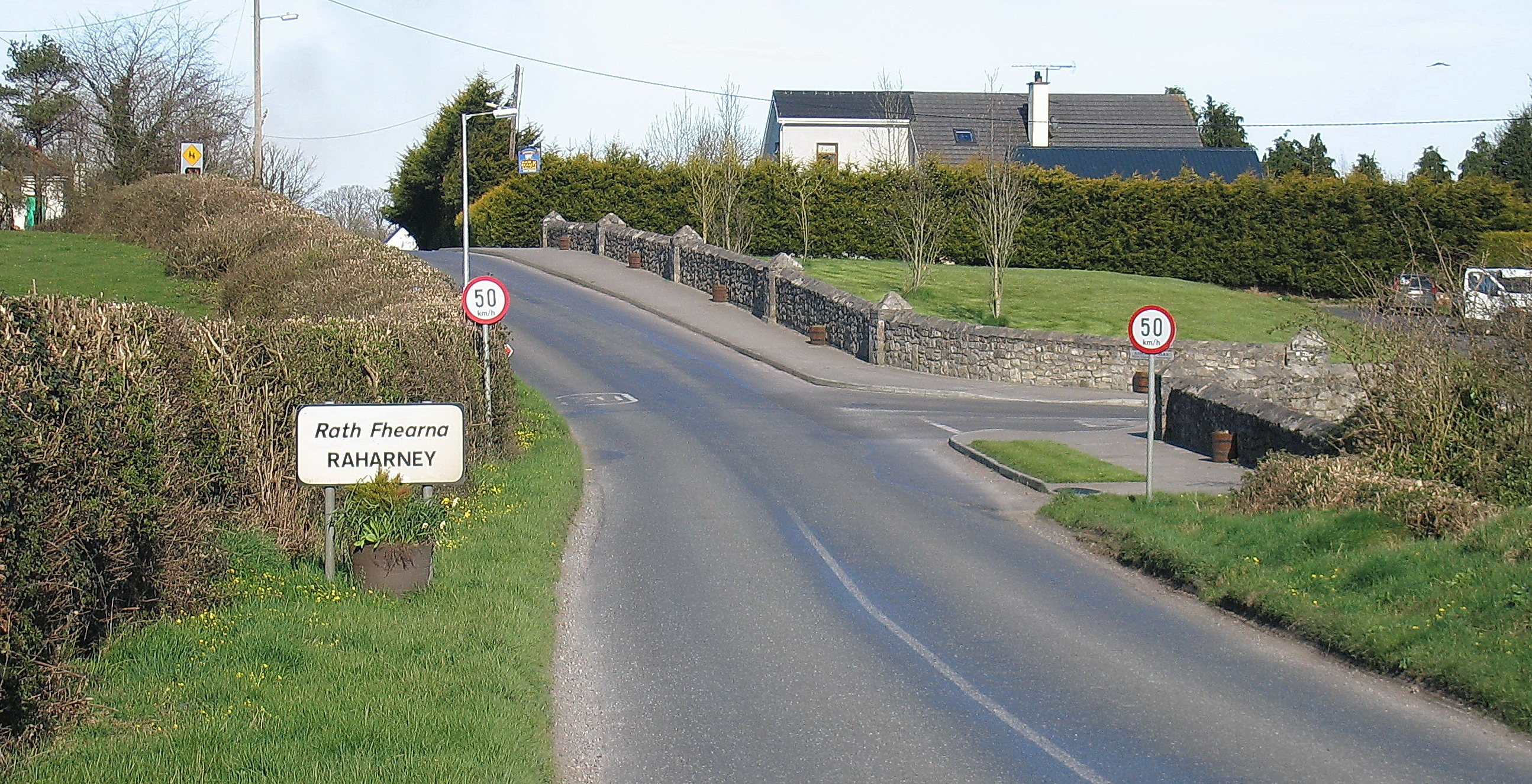

Рахарни (англ. Raharney; ирл. Ráth Fhearna) — деревня в Ирландии, находится в графстве Уэстмит (провинция Ленстер).

## Демография
Население — 231 человек (по переписи 2006 года). В 2002 году население составляло 232 человек.
Данные переписи 2006 года:
| Общие демографические показатели |               |                               |                               |      |      |
| Всё население                    | Всё население | Изменения населения 2002—2006 | Изменения населения 2002—2006 | 2006 | 2006 |
| 2002                             | 2006          | чел.                          | %                             | муж. | жен. |
| 232                              | 231           | −1                            | −0,4                          | 114  | 117  |